# Astronautgrupp 1

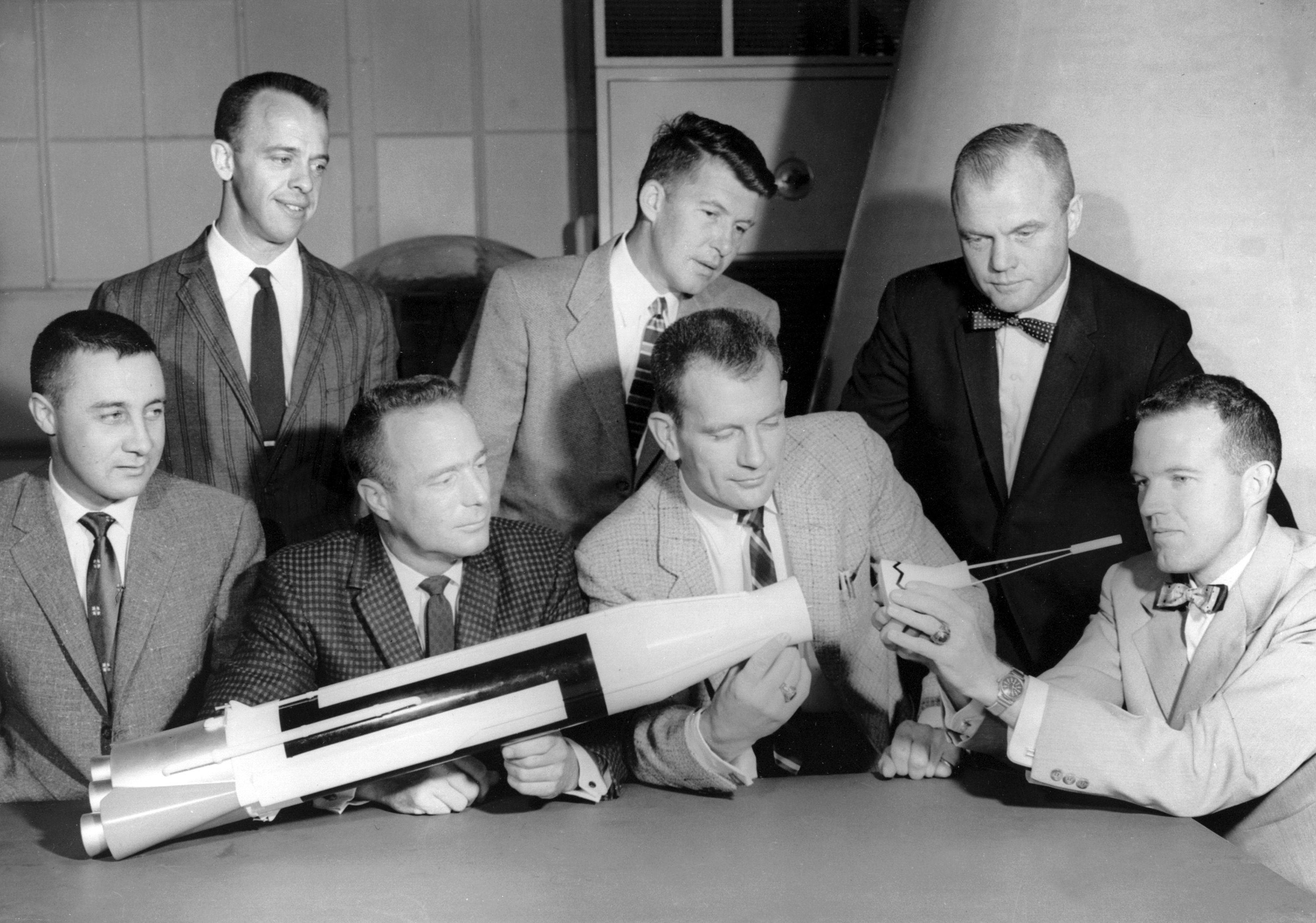
The Original Seven Från vänster: Grissom, Shepard, Carpenter, Schirra, Slayton, Glenn, Cooper (Foto: NASA)

Astronautgrupp 1 var den första astronautgruppen, det vill säga personer som vid ett visst tillfälle har antagits till astronaututbildning. Gruppen presenterades 9 april 1959 efter en två månader lång uttagningsprocess. Man valde bland testpiloter som skulle vara max 180 cm långa, hade en akademisk utbildning men inte hade disputerat. 
Astronautgrupp 1 kallas The Original Seven eller Mercury Seven. Den skulle ursprungligen bestå av sex kandidater men man hade svårt på slutet att välja bort en av de sökande i gruppen och beslöt då att utöka gruppen till sju kandidater. Astronautgrupp 1 var en del av Mercuryprogrammet som skulle utröna om människor skulle kunna vistas i rymdmiljö. 
Mercuryprogrammet var ett av de första målen med det nyligen etablerade National Aeronautics and Space Administration som bildades 1 oktober 1958 genom sammanslagningar av de amerikanska försvarsgrenarnas rymd- och raketforskning samt the National Advisory Committee for Aeronautics. Idén vara att satsa offensivt på rymden för att visa för omvärlden att USA var den mest framstående nationen när det gällde teknologins landvinningar.
Sovjetunionen hade förnedrat USA prestigemässigt inom rymdfarten genom att först skicka upp den första av människor tillverkade satelliten Sputnik den 4 oktober 1957 i omloppsbana runt Jorden och inom en månad ha skickat upp den första levande varelsen – hunden Lajka – med Sputnik 2 den 3 november 1957. Första officiella försöket med att skicka upp en satellit för USA slutade bokstavligen talat med en krasch den 6 december 1957 på själva startplattan när Vanguardraketen misslyckades med att få dragkraft och raketen störtade mot marken efter ett lyft på ca 50 cm. USA lyckades få upp sin första satellit Explorer 1 med en Juno I-raket först den 31 januari 1958.
Mercuryprogrammet skulle återupprätta prestigen för USA som den mest framstående högteknologiska nationen på jorden.

## Rymdfararna
| Namn               | Flygning                      | Notering                       |
| ------------------ | ----------------------------- | ------------------------------ |
| M. Scott Carpenter | Mercury 7                     |                                |
| L. Gordon Cooper   | Mercury 9, Gemini 5           |                                |
| John Glenn         | Mercury 6, STS-95             | Första amerikan i omloppsbana. |
| Virgil I. Grissom  | Mercury 4, Gemini 3, Apollo 1 | Omkom i Apollo 1-branden.      |
| Walter Schirra     | Mercury 8, Gemini 6, Apollo 7 |                                |
| Alan Shepard       | Mercury 3, Apollo 14          | Första amerikanen i rymden     |
| Deke Slayton       | Apollo-Sojuz-testprojektet    |                                |